# Frank Williams Racing Cars
Frank Williams Racing Cars war ein britischer Rennstall, der zwischen 1968 und 1975 mit unterschiedlichen Bezeichnungen in der Formel 2 und in der Formel 1 antrat. Der Rennstall war der Vorläufer des seit 1977 in der Formel 1 engagierten Teams Williams F1. Frank Williams Racing Cars war in den ersten Jahren eng mit Piers Courage verbunden; später traten zahlreiche weniger bekannte Fahrer für das britische Team an.

## Unternehmensgeschichte

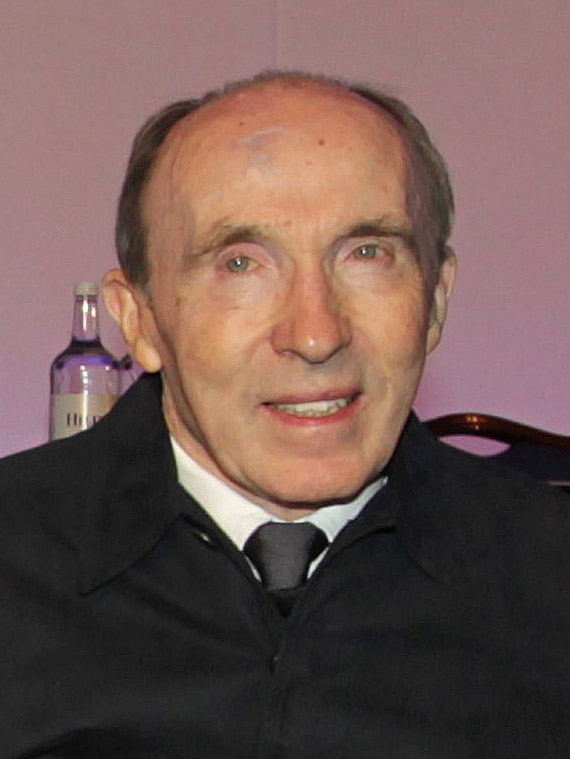
Francis Owen Garbatt „Frank“ Williams

Frank Williams Racing Cars wurde 1965 von Frank Williams gegründet. Williams hatte bis 1966 als aktiver Rennfahrer an zahlreichen Rennen, vor allem in der Formel 3, teilgenommen. Parallel dazu baute er ab 1965 in London einen Handel für Rennwagenzubehör auf. Zwei Jahre später begann er, auch komplette Rennwagen zu verkaufen. Als Ende 1967 ein Kunde den Kauf zweier Formel-2-Fahrzeuge stornierte, entschied sich Williams dazu, die Wagen mit Piers Courage unter eigenem Namen in der Formel-2-Saison 1968 einzusetzen. Bereits 1969 stieg das Team in die Formel-1-Weltmeisterschaft auf. In den folgenden Jahren ging das Team zweimal Allianzen mit italienischen Automobilherstellern ein. Im ersten Fall lieferte de Tomaso 1970 das Rennauto, während Williams den Renneinsatz organisierte; im Falle von Iso (1973 und 1974) dagegen stellte Williams auch die Autos selbst her. Während dieser Jahre war das Team erheblich unterfinanziert und hoch verschuldet. Deshalb musste es nicht selten mit gebrauchtem Material und zahlenden Fahrern antreten. Ende 1975 verkaufte Frank Williams seinen Rennstall an den kanadisch-österreichischen Industriellen Walter Wolf, der ihn ab der Formel-1-Saison 1977 unter dem Namen Walter Wolf Racing an den Start brachte. Frank Williams war zunächst noch bei Wolf angestellt, verließ das Team aber im Spätsommer 1976 und gründete zum Ende des Jahres einen neuen Rennstall, der ab 1977 zunächst unter der Bezeichnung Williams Grand Prix Engineering, später als Williams F1, wieder in der Formel 1 antrat. Wolf Racing hingegen gab Ende 1979 auf. Das Material wurde vom konkurrierenden Rennstall Fittipaldi Automotive übernommen, der bis Ende 1982 weiter in der Formel 1 vertreten war.
Frank Williams Racing Cars war von 1968 bis 1971 in Cippenham bei Slough ansässig; mit Beginn der Saison 1972 wechselte der Sitz des Teams in eine 450 m² großen Garage in der Bennet Road in Reading, von der aus später auch Walter Wolf Racing operierte.

## Frank Williams Racing Cars in der Formel 2

### 1968

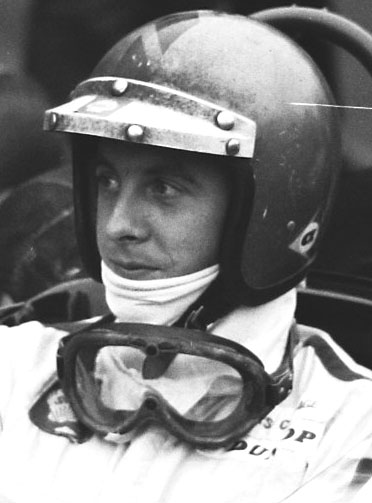
Piers Courage am Nürburgring 1968

Frank Williams Racing Cars bestritt seine erste Formel-2-Saison mit zwei dunkelblau lackierten Brabham-BT23C-Fahrzeugen, die mit einem Cosworth-DFA-Motor ausgerüstet waren. Stammfahrer war Piers Courage, der seit einigen Jahren eng mit Frank Williams befreundet war. Courage fuhr einige Erfolg versprechende Resultate für Williams ein. Er konnte aber nicht an allen Formel-2-Rennen für Williams teilnehmen, da er 1968 auch einen Stammplatz bei Reg Parnell Racing in der Formel 1 hatte. Bei Terminkollisionen sprang Jonathan Williams für Courage ein. Jonathan Williams erzielte bei der Lotteria Monza den ersten Sieg für Frank Williams Racing Cars in der Formel 2.

### 1969
Parallel zum beginnenden Formel-1-Engagement trat Frank Williams Racing Cars 1969 ein weiteres Mal in der Formel 2 an. Einsatzfahrzeuge waren zumeist weiterhin die Brabham BT23C, später kam ein Brabham BT30 hinzu. Piers Courage, der fester Bestandteil in Williams’ Formel-1-Programm war, fuhr nur noch selten in der Formel 2. Die meisten Rennen bestritt hier Malcolm Guthrie, immer wieder ergänzt durch andere Fahrer wie Jacky Ickx, Derek Bell, Alistair Walker, Graham McRae oder 	Franco Bernabei. Einen Sieg konnte das Team in diesem Jahr nicht einfahren. Das beste Ergebnis wurde beim VI. Grote Prijs van Limborg in Zolder erreicht: Hier gingen die Platzierungen zwei bis vier an Williams’ Fahrer. Einen weiteren zweiten Platz erreichte Richard Attwood beim 31. Großen Preis von Deutschland auf der Nordschleife des Nürburgrings.

### 1971
Nach einjähriger Unterbrechung kehrte Frank Williams mit finanzieller Unterstützung des französischen Schmierstoffherstellers Motul in die Formel 2 zurück. Sein Team setzte mehrere March 712M mit Cosworth DFA-Motor ein. Stammfahrer waren Henri Pescarolo, der zeitgleich für Williams in der Formel 1 an den Start ging, und Carlos Pace. Teilweise fuhren auch Derek Bell – er bestritt die beiden Auftaktrennen der Serie in Bogotá –, Andrea de Adamich und Max Jean, der allerdings nur bei zwei französischen Rennen an den Start ging. Die Saison verlief unauffällig. Die Fahrer erreichten kaum zählbare Ergebnisse. Ausnahmen waren das Rennen in Mallory Park, das Pescarolo gewann, und der Gran Premio Città di Imola, den Carlos Pace für Frank Williams Racing Cars gewinnen konnte.
Nach dieser Saison beendete Frank Williams sein Engagement in der Formel 2, um sich ausschließlich auf den Grand Prix-Sport konzentrieren zu können.

## Frank Williams Racing Cars in der Formel 1

### 1969

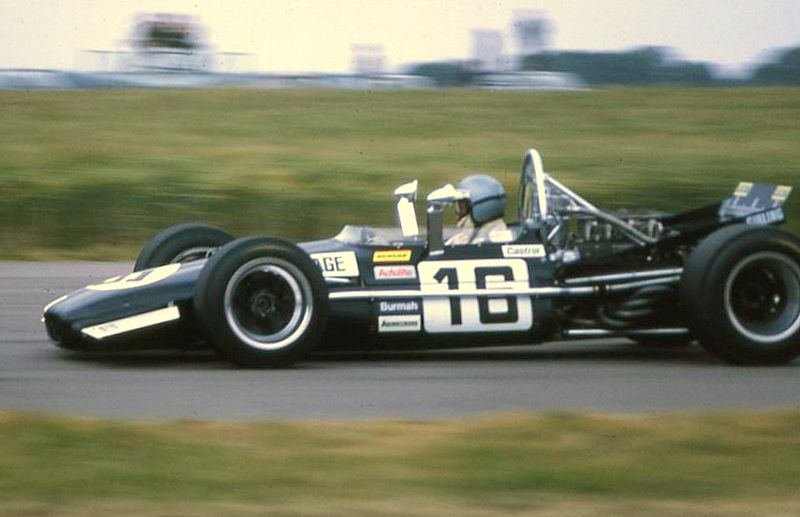
Piers Courage im Brabham BT26 des Frank Williams Teams beim Großen Preis von Großbritannien 1969

Der Aufstieg in die Formel 1 war für Frank Williams eine konsequente Folge aus dem erfolgreichen Engagement in der Formel 2. Auf Umwegen gelang es ihm, einen aktuellen Brabham BT26A zu erhalten. Es handelte sich um den im Frühjahr 1968 aufgebauten BT26/1, der in diesem Jahr von Jack Brabham mit einem Repco-Motor eingesetzt und in den Wintermonaten 1968/69 auf ein leistungsstärkeres Cosworth-Triebwerk umgerüstet worden war. Ein baugleiches Auto setzte das Brabham-Werksteam in der Formel-1-Weltmeisterschaft ein. Brabham lieferte zu dieser Zeit keine Rennwagen der jüngsten Generation mehr an Kundenteams, um den Konkurrenzdruck für das Werksteam gering zu halten. Der BT26A/1 war Ende 1968 an einen britischen Sammler verkauft worden, der keine Formel-1-Ambitionen hatte. Frank Williams kaufte ihm das Auto ohne Kenntnis des Werksteams einige Wochen später ab. Jack Brabham äußerte sich über diese zusätzliche Konkurrenz mit Verärgerung.
Williams ging 1969 in der Formel 1 mit Piers Courage an den Start. Courage hatte bereits eine vollständige Grand-Prix-Saison absolviert: 1968 hatte er mit dem privaten Reg-Parnell-Team vier Weltmeisterschaftspunkte eingefahren und belegte in diesem Jahr Rang 20 der Fahrerwertung.
Aus Kostengründen ließ Williams den ersten Weltmeisterschaftslauf des Jahres in Südafrika aus und debütierte erst beim zweiten Lauf in Spanien. Courage qualifizierte sich in bei dem Rennen in Montjuïc, zu dem sich lediglich neun Teams mit insgesamt 14 Fahrern meldeten, für den elften Startplatz. Im Rennen fiel er infolge eines Motorschadens aus. Bei den folgenden Veranstaltungen wiederholten sich technische Defekte: In den Niederlanden erlitt der BT26 einen Kupplungsschaden, in Frankreich brach das Chassis, und in Kanada kam es infolge eines Treibstofflecks zu einem vorzeitigen Ausfall. Nur beim Großen Preis von Deutschland führte ein Fahrfehler Courages zum vorzeitigen Ausfall. Im Laufe des Jahres kam Courage fünfmal ins Ziel, zweimal dabei auf einem Podiumsplatz: Beim Großen Preis von Monaco, dem zweiten Weltmeisterschaftslauf des Teams, musste er nur Graham Hill im Werks-Lotus den Vortritt lassen. Wichtiger war der zweite Platz beim Großen Preis der USA in Watkins Glen: Hier verdrängte er Jack Brabham im baugleichen BT26 des Werksteams auf den dritten Platz. Zusammen mit den Ergebnissen weiterer Platzierungen beendete Courage die Formel-1-Saison mit 16 Meisterschaftspunkten als Achter noch vor Jack Brabham.

### 1970

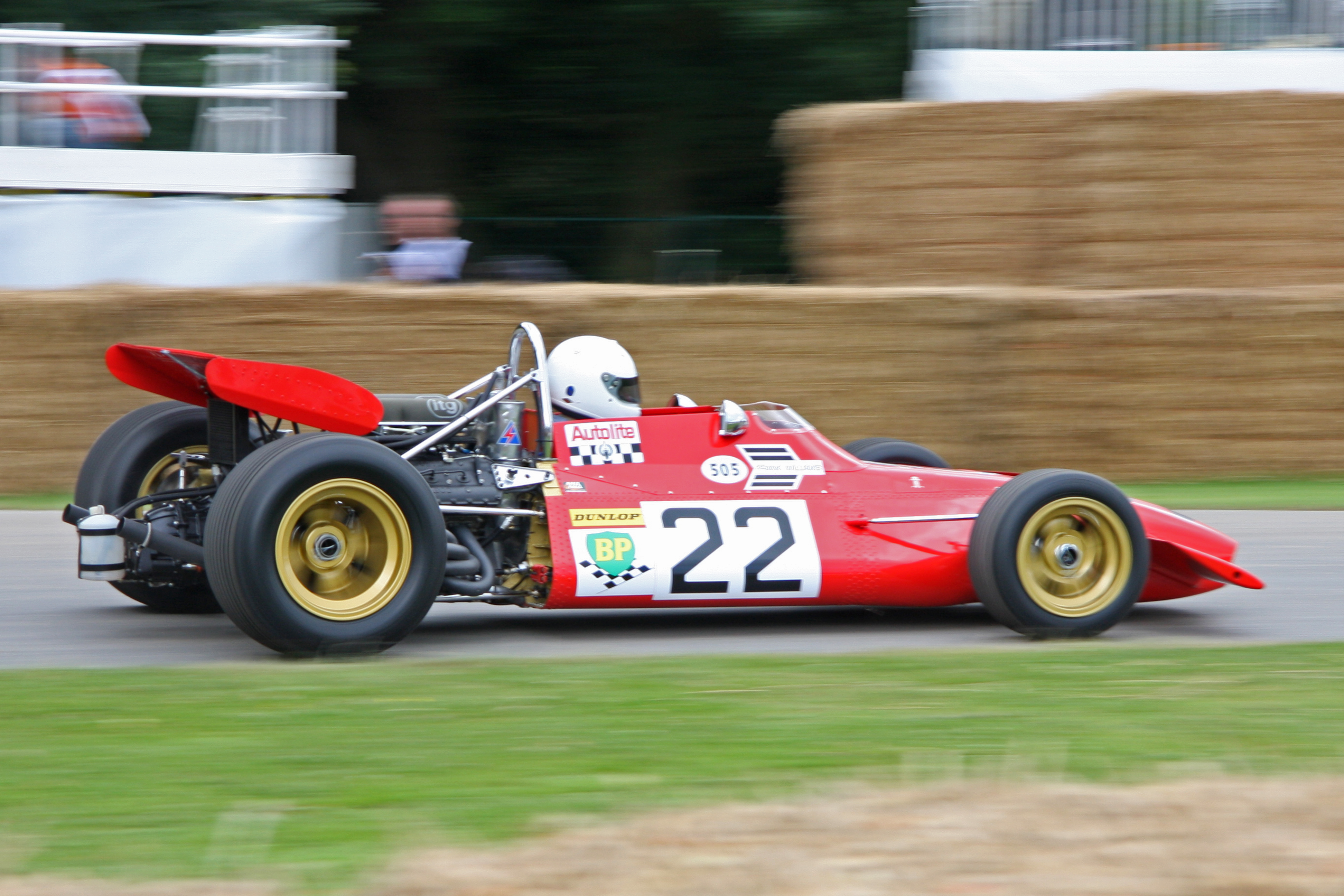
Von Williams eingesetzt: De Tomaso 505

Angesichts des Umstandes, das Williams’ Fahrer Courage Jack Brabham 1969 mit gleichem Material geschlagen hatte, konnte Frank Williams nicht erwarten, dass Brabham ihm auch für 1970 ein konkurrenzfähiges Chassis bereitstellen würde. Lotus und McLaren lieferten ebenfalls keine aktuellen Chassis mehr an Kundenteams, sodass die Zukunft des Williams-Teams zunächst nicht gesichert schien. Im Herbst 1969 ergab sich allerdings die Möglichkeit einer Verbindung mit dem italienischen Sportwagenhersteller De Tomaso. Auslöser hierfür war ein Formel-2-Rennen, bei dem Piers Courage ein konstruiertes Formel-2-Auto von De Tomaso an den Start brachte. Courage erzielte beim Gran Premio di Roma 1969 die Pole-Position und beeindruckte Alejandro de Tomaso durch seinen Einsatz im Rennen. De Tomaso plante eine Ausweitung seines Motorsport-Engagements auf die Formel 1, wollte aber kein eigenes Team führen, sondern lediglich selbst konstruierte Rennwagen für bestehende Teams bereitstellen. Frank Williams ging daraufhin eine zunächst auf ein Jahr angelegte Partnerschaft mit De Tomaso ein: De Tomaso lieferte die Rennwagen, während Williams sie unter eigenem Namen in der Formel-1-Saison 1970 an den Start brachte.
Einsatzfahrzeug war der von Giampaolo Dallara konstruierte De Tomaso 505, ein als „simples Baukastenauto“ beschriebenes Fahrzeug, das mit zahlreichen britischen Komponenten und einem Cosworth DFV-Motor ausgestattet war. Ein wesentlicher Bestandteil der Vereinbarung war der Einsatz von Piers Courage, den de Tomaso sehr schätzte. Courage blieb dementsprechend bei Williams und schlug für dieses Engagement ein Vertragsangebot der Scuderia Ferrari aus.
Die Formel-1-Saison 1970 verlief für das britisch-italienische Team erfolglos. De Tomasos Autos, von denen drei Exemplare (505/1, 505/2 und 505/3) hergestellt wurden, erwiesen sich als übergewichtig, unzuverlässig und problematisch im Handling. Das beste Ergebnis war Courages dritter Platz bei der nicht zur Weltmeisterschaft zählenden BRDC International Trophy in Silverstone. Bei den anschließenden Weltmeisterschaftsläufen gelang es Courage nicht, dieses Ergebnis zu wiederholen. Er kam bei keinem er der ersten vier Großen Preise gewertet ins Ziel. In Spanien kam Courage von der Piste ab und zerstörte sein Auto. Er selbst blieb unverletzt. Beim fünften Saisonrennen in den Niederlanden verunglückte Courage tödlich. Die Magnesium-Karosserie des Wagens fing Feuer. Die meisten Darstellungen gehen davon aus, dass Courage in dem Auto verbrannte. Nach anderen Quellen war bereits der vorangegangene Aufprall tödlich.
Frank Williams, der mit Courage einen engen Freund verloren hatte, ließ den folgenden Großen Preis von Frankreich aus, um für die nächsten zwei Rennen Brian Redman zu melden. Redman verpasste bei beiden Anläufen die Qualifikation. Zum Großen Preis von Österreich wurde er durch Tim Schenken ersetzt. Schenken qualifizierte sich bis zum Großen Preis der USA regelmäßig für die letzten Startreihen; ins Ziel kam er allerdings nie. Auf die Teilnahme am letzten Rennen des Jahres, dem Großen Preis von Mexiko, verzichteten Williams und de Tomaso einvernehmlich. Zum Jahresende wurde ihre Allianz aufgelöst. Alessandro de Tomaso gab seine Formel-1-Ambitionen daraufhin endgültig auf.

### 1971

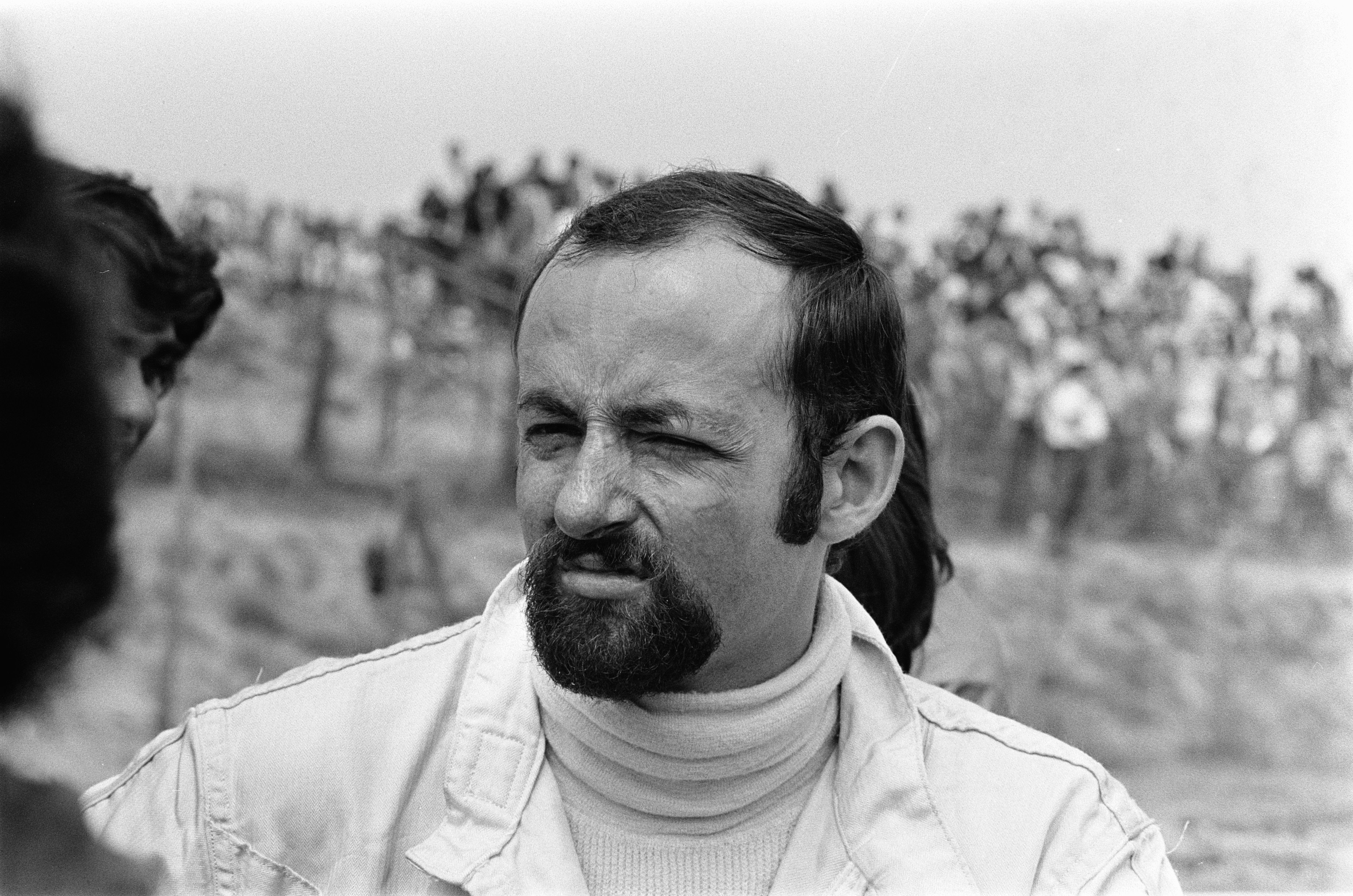
Stammfahrer 1971: Henri Pescarolo

In der dritten Formel-1-Saison setzte Frank Williams Racing Cars einen March als Kundenfahrzeug ein. Beim ersten Saisonrennen in Südafrika war es noch ein March 701 (Chassisnummer 701/6); mit Beginn der europäischen Rennen kam dann ein March 711 zum Einsatz.
Stammfahrer war der Franzose Henri Pescarolo. Er brachte Sponsorgelder von Motul mit, die nicht nur den Betrieb des Formel-1-Teams aufrechterhielten, sondern auch den Einsatz eines Zwei-Wagen-Teams in der Formel 2 ermöglichten. Die Ergebnisse in der Formel 1 waren dürftig. Pescarolo gewann zwar den Oulton Park Gold Cup, ein nicht zur Weltmeisterschaft zählendes Rennen. In den Weltmeisterschaftsläufen allerdings erreichte er nur einen vierten Platz beim Großen Preis von Großbritannien und einen sechsten Platz beim Großen Preis von Österreich.
Bei einigen Rennen setzte Williams ein zweites Auto ein. Hierbei handelte es sich jeweils um den March 701. Die Fahrer wechselten mehrfach. Zu ihnen gehörten Max Jean, Ray Allan, Derek Bell, Cyd Williams und Tony Trimmer. Üblicherweise waren dies Rennen, die keinen Weltmeisterschaftsstatus hatten. Eine Ausnahme war der Große Preis von Frankreich, ein Weltmeisterschaftslauf, bei dem Jean Max neben Pescarolo an den Start ging.
Im Laufe des Jahres befand sich das Team finanziell und organisatorisch „am Rande des Kollaps“, wie Frank Williams später eingestand. Grund hierfür sei die übermäßige Belastung durch das gleichzeitige Formel-1- und das Formel-2-Engagement gewesen.

### 1972

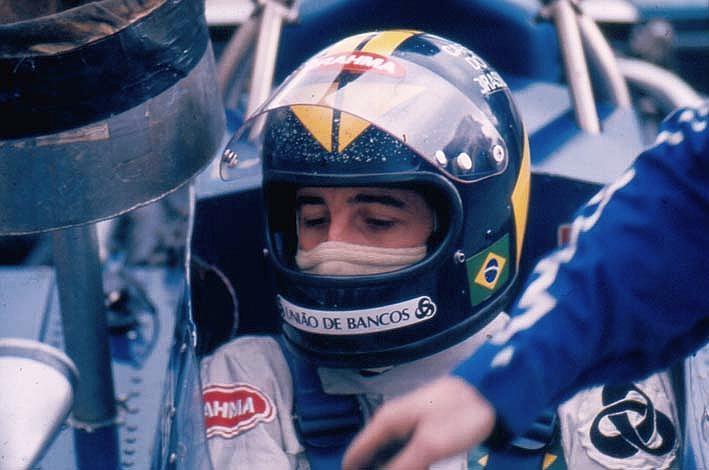
Der erfolgreichere der beiden Williams-Fahrer: Carlos Pace

In der Formel-1-Saison 1972 wurde Williams zu einem Rennwagenkonstrukteur. Auslöser war die 1971 erfolgte Gründung der Formula One Constructors Association (FOCA), eines Zusammenschlusses der Konstrukteure von Formel-1-Fahrzeugen. Die Mitgliedschaft, die an die Herstellung eigener Rennwagen geknüpft und Kundenteams verwehrt war, brachte einige organisatorische und finanzielle Vorteile: Hierzu gehörte insbesondere die Übernahme von Reisekosten. Seit Gründung der FOCA verfolgte Frank Williams das Ziel, ihr mit seinem Team beizutreten. Dafür musste Williams vom Kundenteam zum Konstrukteur werden. Die mit dem Bau eines eigenen Autos verbundenen Kosten ließen sich nur mit finanzieller Unterstützung eines Sponsors tragen. Im Herbst 1971 fand Williams mit dem italienischen Modellautohersteller Politoys einen Geldgeber, der den Bau eines eigenen Autos mit einer Einmalzahlung in Höhe von 40.000 £ unterstützte. Politoys wurde im Gegenzug Namenssponsor des Fahrzeugs. In den folgenden Monaten konstruierte Len Bailey im Auftrag von Williams den Politoys FX3, der aufgrund zögerlicher Bezahlung des Konstrukteurs erst im Juni 1972 und damit mit erheblicher Verspätung als Einzelstück fertiggestellt war. Das kompakte, unkomplizierte Auto wurde in diesem Jahr allerdings nur bei einem Weltmeisterschaftslauf eingesetzt: Bei der Premiere des FX3 beschädigte Henri Pescarolo ihn bei einem Unfall erheblich. Aus finanziellen Gründen zogen sich der Wiederaufbau und die Herstellung eines zweiten Exemplars bis zum Jahresende hin.
Der Team Williams Motul genannte Rennstall bestritt die Saison 1972 wider Erwarten tatsächlich fast ausschließlich mit Kundenfahrzeugen von March. Stammfahrer war erneut Pescarolo. Er erhielt ein als March 721 bezeichnetes Auto. Anders als die Bezeichnung vermuten ließ, entsprach dieser March 721/3 nicht den gleichnamigen 721-Modellen des March-Werksteams. Vielmehr handelte es sich um ein Auto, das March aus übrig gebliebenen Teilen der 711-Modelle aufgebaut und mit einzelnen Komponenten des 721 aufgerüstet hatte. Carlos Pace, der ab dem zweiten Saisonrennen für das Williams-Team fuhr, erhielt den bereits im Vorjahr verwendeten March 711/3.
Im Laufe der Saison konnte Pace zweimal in die Punkteränge fahren: Beim Großen Preis von Spanien wurde er Sechster, und beim Großen Preis von Belgien in Nivelles kam er als Fünfter ins Ziel. Die damit erzielten drei Weltmeisterschaftspunkte waren die einzigen für Williams in diesem Jahr. Henri Pescarolo, dem Williams die Rolle des Spitzenfahrers zugedacht hatte, fiel mehrfach infolge von Fahrfehlern aus.
Zum Großen Preis von Großbritannien war der erste Politoys FX3 fertiggestellt. Während Carlos Pace mit dem alten March 711 als 13. ins Rennen gehen konnte, qualifizierte sich Pescarolo im FX3 mit einem Rückstand von 5,2 Sekunden auf die Pole-Zeit für den 26. und letzten Startplatz. Im Rennen legte er sieben Runden zurück. In der achten Runde kam Pescarolo von der Strecke ab und kollidierte mit der Seitenbegrenzung. Zu den Ursachen für den Unfall gibt es unterschiedliche Darstellungen. Einige Berichte knüpfen an eine angebliche Unfallträchtigkeit Pescarolos an und gehen davon aus, dass auch in Brands Hatch ein Fahrfehler des Franzosen zu dem Ausfall geführt habe. Andere Beobachter nehmen einen Technikdefekt an („Offenbar war etwas gebrochen“). Infolge der Kollision war das Auto so stark beschädigt, dass es zunächst nicht weiter genutzt werden konnte.
Pace belegte am Jahresende mit drei Punkten Rang 18 der Fahrerwertung, Pescarolo hatte keine Punkte erzielt.

### 1973

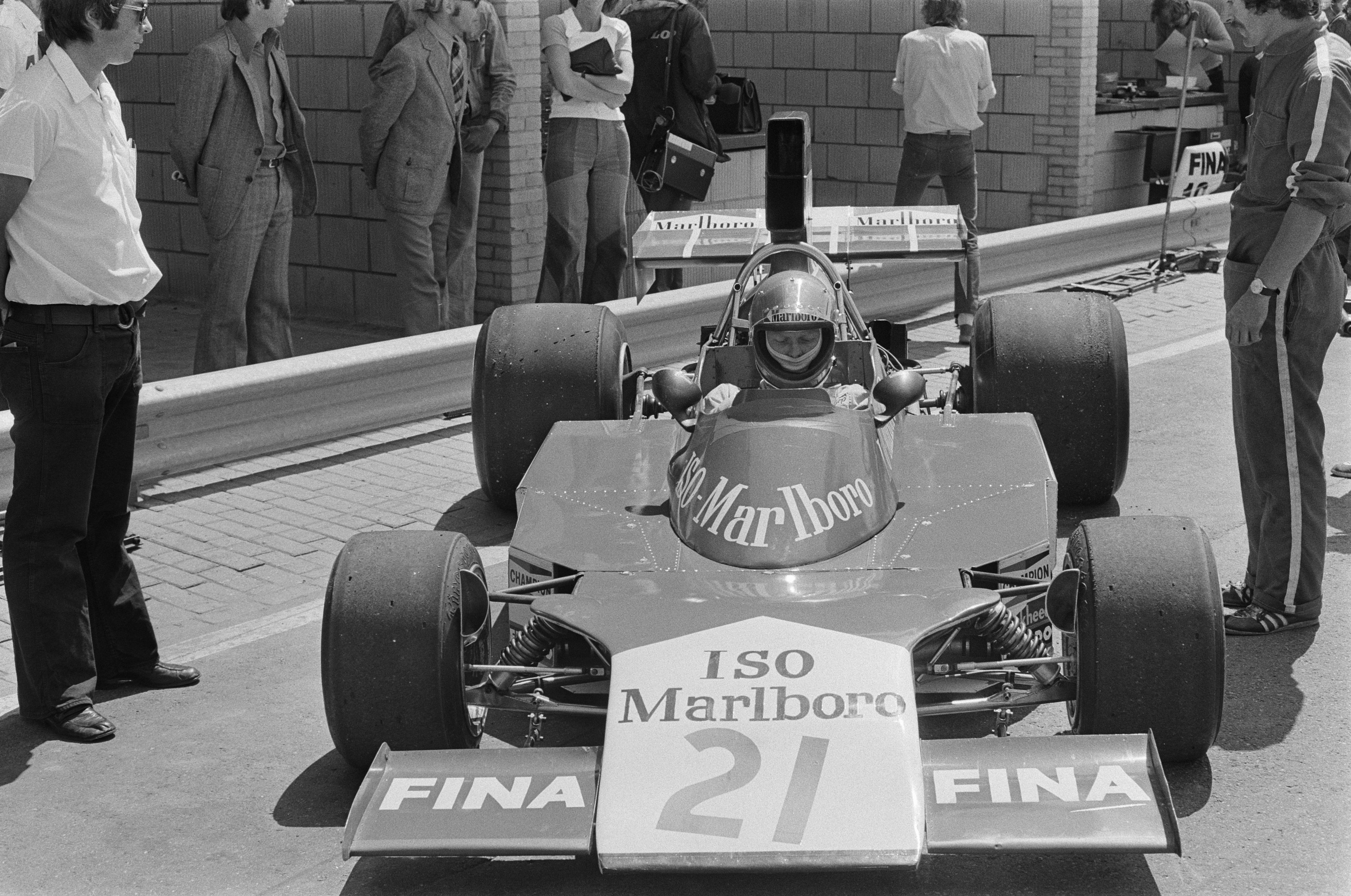
Von Williams entwickelt: Iso-Marlboro IR1

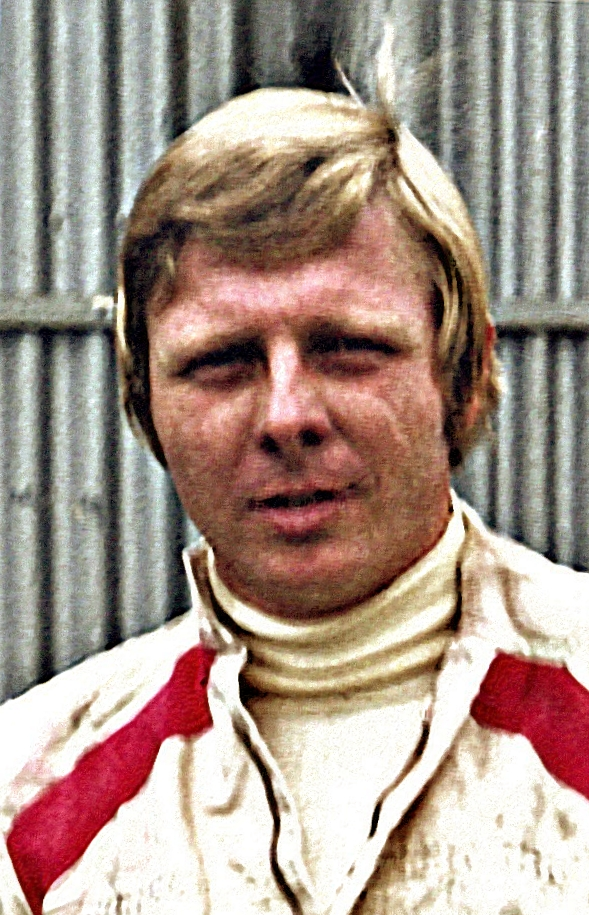
Fuhr im IR1 die ersten Weltmeisterschaftspunkte für Williams als Konstrukteur ein: Gijs van Lennep

Für die Formel-1-Saison 1973 ging Frank Williams eine Verbindung mit dem Sportwagenhersteller Iso Rivolta aus Bresso bei Mailand ein. Ähnlich wie drei Jahre zuvor de Tomaso, wollte auch Iso den Grand Prix-Sport als werbewirksame, verkaufsfördernde Plattform für seine Oberklassefahrzeuge nutzen. Iso erwarb das Recht, die eingesetzten Rennwagen mit dem eigenen Namen zu versehen. Ein weitergehendes technisches Engagement Isos gab es nicht. Insbesondere beteiligte sich Iso nicht an der Konstruktion oder dem Aufbau der Rennwagen. Iso veröffentlichte zu Werbezwecken zahlreiche Fotos, auf denen die eigenen Sportwagen neben den Formel-1-Fahrzeugen abgebildet waren. Zudem legte Iso eine limitierte Sonderserie des Lele auf.
In den ersten drei Rennen des Jahres 1973 setzte das Team, das als Frank Williams Racing Cars gemeldet wurde, zwei Politoys FX3-Modelle ein, die im Hinblick auf die neuen Sponsoren die Bezeichnung Iso-Marlboro FX3B erhielten. Zu den europäischen Rennen der Formel-1-Saison 1973 traten einige Änderungen des technischen Regelwerks in Kraft. Sie betrafen in erster Linie die Crashsicherheit der Autos und schrieben unter anderem einen besseren Schutz des Fahrers und der Benzintanks bei seitlichen Zusammenstößen vor. Während einige Konstrukteure ihre Rennwagen an die neuen Regeln anpassen konnten, war dies bei den 1971 konzipierten Politoys nicht mit verhältnismäßigem Aufwand möglich, sodass sich Frank Williams für die Entwicklung neuer Autos entschied. Daraufhin entstand der Iso-Marlboro IR1 und das weitgehend baugleiche IR2. Beide Fahrzeuge debütierten beim Großen Preis von Spanien. Schon bei ihrem Erscheinen galten sie nicht als konkurrenzfähige Rennwagen; sie dienten nach Ansicht von Beobachtern lediglich „der Auffüllung des Starterfeldes“.
Fahrerseitig hatte Williams zunächst erneut auf Carlos Pace gesetzt; der Brasilianer wechselte aber zum Saisonbeginn 1973 zum Team Surtees. Stattdessen verpflichtete Williams den Neuseeländer Howden Ganley, der den IR2 fuhr. Ganley gelang bei jedem Rennen die Qualifikation; das beste Ergebnis war Startplatz 10 beim Großen Preis von Monaco. Nach drei Ausfällen, die jeweils technisch bedingt waren, kam er in Schweden erstmals ins Ziel. Er wurde Elfter mit vier Runden Rückstand. Danach gelang ihm in der Hälfte aller Rennen eine Zielankunft. Im Regelfall war er bei den Zieleinläufen zwei-, drei- oder viermal vom Führenden überrundet worden. Eine Ausnahme war der Große Preis von Kanada. Hier kam er mit nur einer Runde Rückstand als Sechster ins Ziel und sicherte seinem Team nach Gijs van Lenneps sechstem Platz in den Niederlanden (im IR1) den zweiten Weltmeisterschaftspunkt. Beim Training zum Großen Preis von Deutschland verunglückte Ganley, nachdem an seinem Iso-Marlboro die Bremsen versagt hatten. Da eine Reparatur des stark beschädigten Wagens bis zum Rennen nicht möglich war, musste der Neuseeländer auf den Start verzichten. Ab Österreich hatte er ein neu aufgebautes Chassis zur Verfügung, das die bisherige Bezeichnung beibehielt.
Der IR1 wurde anfänglich an Nanni Galli gegeben, der von Iso Rivolta favorisiert wurde. Gallis Verpflichtung war mit der Zusage seiner Sponsoren verbunden, das Williams-Team finanziell zu unterstützen. Als die in Aussicht gestellten Zahlungen bis Mai 1973 ausblieben, ersetzte Williams den Italiener zum Großen Preis von Schweden durch den dänischen Rennfahrer Tom Belsø, der seinerseits Sponsorzahlungen zusagte. Belsø qualifizierte sich für den letzten Startplatz. Da seine Sponsoren bis zum Rennsonntag abredewidrig nicht zahlten, ließ Williams den Dänen nicht am Rennen teilnehmen. In Frankreich und Deutschland fuhr Henri Pescarolo den zweiten Iso-Marlboro. In seinem Heimrennen auf dem Circuit Paul Ricard fiel er infolge eines technischen Fehlers aus, auf dem Nürburgring wurde er Zehnter. In Großbritannien meldete Williams Graham McRae für den IR1. Der neuseeländische Debütant qualifizierte sich für den 28. und letzten Startplatz. Beim Start hielt er sich am Ende des Feldes. Nach einem schweren Unfall am Ende der ersten Runde, an dem neun Fahrzeuge beteiligt waren, wurde das Rennen zunächst abgebrochen. Nach 90-minütiger Unterbrechung wurde das Rennen wieder aufgenommen. McRae stellte sich zusammen mit 18 anderen Fahrern zum Neustart auf. Noch in der Startaufstellung erlitt sein Auto einen Kupplungsdefekt, sodass sich der IR1 sich nicht von der Stelle bewegte. McRae musste das Rennen daraufhin beenden.
Ab dem Großen Preis der Niederlande übernahm Gijs van Lennep dreimal den IR1. Bei seinem Heimrennen auf dem Circuit Zandvoort, bei dem Roger Williamson tödlich verunglückte, kam van Lennep als Sechster ins Ziel. Er erzielte damit den ersten Weltmeisterschaftspunkt für Williams als Konstrukteur. In Österreich und in Italien kam van Lennep nicht mehr in die Punkteränge. In Kanada fuhr Tim Schenken den IR1. Er wurde mit fünf Runden Rückstand 14. Beim letzten Rennen der Saison in den USA schließlich fuhr mit Jacky Ickx ein etablierter und erfahrener Pilot für Williams. Ickx war in der ersten Saisonhälfte Stammfahrer bei Ferrari gewesen, hatte das Team aber im Sommer verlassen, weil er über die mangelnde Konkurrenzfähigkeit der Scuderia unzufrieden war. Im Qualifikationstraining war er eine halbe Sekunde langsamer als sein Teamkollege Ganley. Er qualifizierte sich für Startplatz. Das Rennen beendete er auf Rang sieben.
Williams beendete die Saison 1973 mit zwei Punkten auf Rang 10 der Konstrukteursmeisterschaft.

### 1974

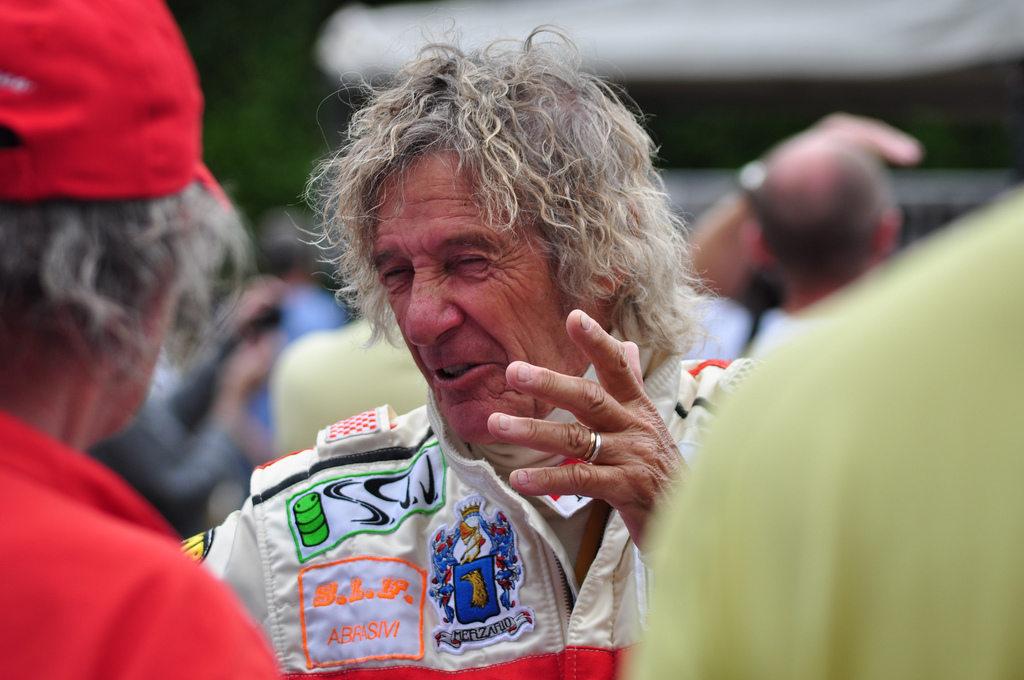
Williams’ Stammfahrer 1974: Der ehemalige Ferrari-Pilot Arturo Merzario

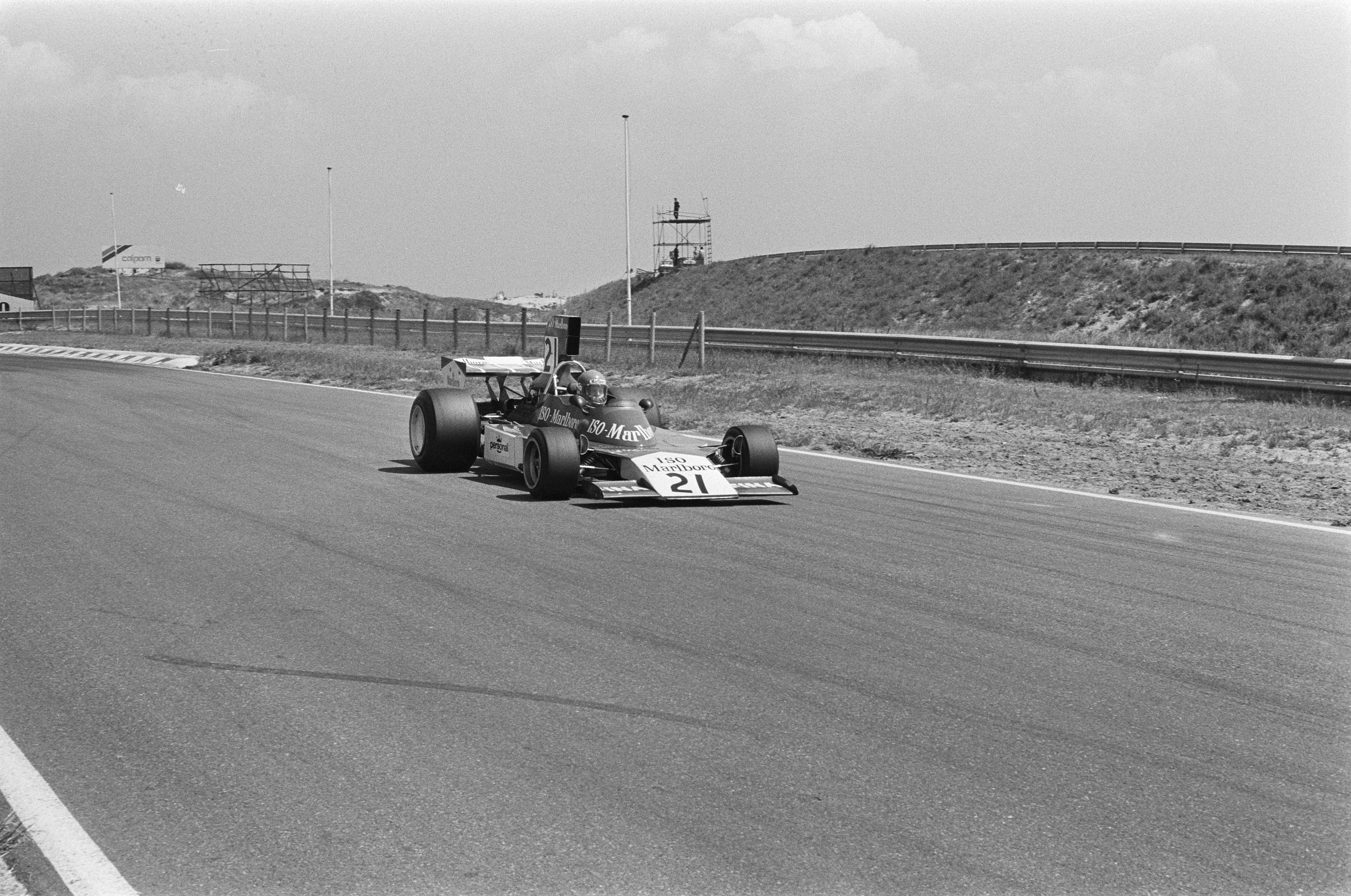
Gijs van Lennep im Iso-Marlboro beim Großen Preis der Niederlande 1974

In der Formel-1-Saison 1974 setzte Frank Williams seine Verbindung mit Iso Rivolta fort, auch wenn das italienische Unternehmen zwischenzeitlich in finanzielle Schwierigkeiten geraten war und seinen Zahlungsverpflichtungen nur eingeschränkt nachkam. Eine allmähliche Distanzierung wurde dadurch deutlich, dass Williams die Bezeichnung der Iso-Marlboro-Modelle unter Wegfall des bisherigen Zusatzes IR in FW 01, FW 02 und FW 03 (FW für Frank Williams) änderte.
1974 ging Williams wie schon im Vorjahr zweigleisig vor: Eines der Fahrzeuge wurde jeweils während der gesamten Saison für einen Stammfahrer gemeldet, während das zweite Fahrzeug an wechselnde Piloten vermietet wurde. Anfänglich war der IR2 das Fahrzeug des Stammfahrers, während der IR1 an diverse Paydriver vergeben wurde. Nach der Einführung des weitgehend baugleichen Iso-Marlboro FW03 im Frühjahr 1974 übernahm der IR2/FW02 die Rolle des Mietfahrzeugs. Die Autos waren angesichts finanzieller Schwierigkeiten des Teams nur unzureichend gewartet und lückenhaft repariert. Mit fortschreitender Dauer der Saison fehlte das Geld für notwendige Reparaturen und Ersatzteile. Bei einigen Rennen wurden gebrochene Kunststoffteile mit Klebeband zusammengefügt; ab Sommer 1974 verwendete Williams mehrfach gebrauchte Reifen des Ferrari-Teams. Dies wirkte sich nachteilig auf die Konkurrenzfähigkeit des Autos aus.
Das Stammcockpit ging 1974 an den ehemaligen Ferrari-Piloten Arturo Merzario. Beim Großen Preis von Südafrika qualifizierte sich Merzario für den dritten Startplatz. Seine Qualifikationszeit lag nur 0,2 Sekunden über der Pole-Zeit des Ferrari-Piloten Niki Lauda. Diese Positionierung war der bis dahin beste Startplatz eines Williams bei einem Formel-1-Weltmeisterschaftslauf. Im Rennen kam Merzario als Sechster ins Ziel. In Spanien debütierte der FW03. Merzario erreichte mit ihm den sechsten Startplatz beim in Belgien, ansonsten startete er zumeist aus der siebten oder achten Startreihe. Er kam mit dem FW03 bei neun Anläufen nur einmal ins Ziel: Beim Großen Preis von Italien in Monza wurde Merzario Vierter. Bei allen anderen Grands Prix schied er vorzeitig aus. Zwei Rennen beendete er nach einem Fahrfehler vorzeitig; wobei er in Monaco den Wagen so erheblich beschädigte, dass der FW03 für zwei Monate ausfiel. Die sonstigen Ausfälle waren technisch bedingt. Dreimal gab es Defekte am Motor oder im Motorumfeld, darunter im Bereich der Benzinzufuhr. Das Gasgestänge und die Kraftübertragung fielen ebenfalls vereinzelt aus; den Großen Preis der USA konnte Merzario wegen eines Defekts des Feuerlöschers nicht beenden.
Das zweite Cockpit, das ab dem Großen Preis von Südafrika verfügbar war, wurde wiederum einer Reihe zahlender Fahrer zur Verfügung gestellt: In Südafrika fuhr es Tom Belsø. Während sich Merzario im FW02 für den dritten Startplatz qualifizierte und damit das bis dahin beste Trainingsergebnis für ein von Williams gemeldetes Auto erzielte, reichte Belsøs Trainingszeit im FW01 nur für Startplatz 27. Im Rennen kam Belsø nicht über die erste Runde hinaus. Nach ein paar hundert Metern brach die Kupplung, sodass er vorzeitig aufgeben musste. Belsø wurde im zweiten Auto außerdem zu den Großen Preisen von Spanien und Großbritannien; hier verpasste er jeweils die Qualifikation. Für den Großen Preis der Niederlande wurde der FW01 wie schon im Vorjahr für Gijs van Lennep gemeldet, und für das anschließende Rennen in Frankreich war das Debüt Jean-Pierre Jabouilles im FW01 vorgesehen. Beide Fahrer verpassten die Qualifikation. Ab dem Großen Preis von Deutschland übernahm der französische Debütant Jacques Laffite den zweiten Iso. Er fuhr das Auto bei jedem der verbleibenden Rennen. Ihm gelang regelmäßig die Qualifikation, allerdings kam er bei keinem Rennen des Jahres ins Ziel. Beim vorletzten Rennen in Kanada fiel er vorzeitig infolge eines Reifenschadens aus, wurde aber als 15. gewertet, da er vor seinem Ausfall eine hinreichende Distanz zurückgelegt hatte.
Irritationen gab es beim Großen Preis von Schweden. Anstelle des erkrankten Merzario meldete Williams den Briten Richard Robarts, das zweite Auto sollte erneut Tom Belsø fahren. Belsø qualifizierte sich im Training für den Startplatz 22, beschädigte aber bei einem Unfall den Wagen, sodass sein Auto für das Rennen nicht einsatzbereit war. Der unerfahrene Robards hingegen scheiterte bereits an der Vorqualifikation. Um wenigstens mit einem Auto in Anderstorp an den Start zu gehen, gab Frank Williams Robarts’ Auto für dieses Rennen an Belsø.
Insgesamt beendete Williams die Saison, die mit erheblichen finanziellen Belastungen verbunden war, mit vier Meisterschaftspunkten als Zehnter der Konstrukteurswertung. Damit konnte Williams das Team von John Surtees hinter sich lassen.

### 1975
Ende 1974 wurde Iso Rivolta infolge einer Insolvenz aufgelöst. Die Partnerschaft mit Williams kam damit zu einem Ende. Auch Marlboro zog sich weitgehend von Frank Williams’ Team zurück, das daraufhin die Formel-1-Saison 1975 ohne die finanzielle Unterstützung eines größeren Partners bestreiten musste. Den größten Teil zum Teambudget steuerte der zum Stammfahrer erhobene Jacques Laffite bei, der von einem Schweizer Unternehmen namens Ambrozium unterstützt wurde und für jedes Rennen einen Betrag von 1.000 £ an das Team zahlen musste. Weitere Mittel kamen von Paydrivern, an die Frank Williams wie schon in den Jahren zuvor sein zweites Auto vermiete.
Das Team ging anfänglich mit dem zwei Jahre alten FW02 und dem ein Jahr alten FW03 an den Start, deren Modellbezeichnung zu Saisonbeginn von Iso-Marlboro auf Williams geändert worden war. Der FW01 wurde nicht mehr eingesetzt. Unter Rückgriff auf seine Komponenten baute Williams im Frühjahr 1975 das erste Exemplar des Williams FW04 auf, eine Weiterentwicklung der Iso-Marlboro-Konstruktionen, die sich in erster Linie durch ein schmaleres, auf den dünnen Laffite zugeschnittenes Cockpit auszeichnete. Nach seinem Debüt in Spanien, bei dem es noch von Merzario gefahren wurde, übernahm Laffite das neue Auto, während der FW03 zum Mietwagen für die Paydriver wurde. Beim letzten Rennen des Jahres war der zweite FW04 fertiggestellt; das Auto kam aber nicht mehr zum Einsatz.
Bei seinem ersten Einsatz im FW04 in Monaco verpasste Laffite die Qualifikation, danach aber war die Rennteilnahme jeweils gesichert. Laffites bestes Qualifikationsergebnis war der zwölfte Startplatz beim Großen Preis von Österreich, das schlechteste Platz 21 beim Großen Preis der USA. Laffite kam bei acht Rennen nur zweimal ins Ziel. Dreimal kollabierte das Getriebe, einmal fiel der Motor aus, und in Österreich gab Laffite wegen Unfahrbarkeit seines Autos auf. Das beste Rennergebnis in der Geschichte des Teams bei einem Formel-1-Weltmeisterschaftslauf erreichte Laffite beim Großen Preis von Deutschland, den er auf Platz zwei beendete: Laffite ging vom 15. Startplatz aus ins Rennen. In den ersten neun Runden des Rennens fielen ungewöhnlich viele Fahrer infolge von Reifen- und darauf aufbauenden Aufhängungsschäden aus: Jochen Mass, John Watson, Vittorio Brambilla, Emerson Fittipaldi, Carlos Pace und Jean-Pierre Jarier, die allesamt vor Laffite gestartet waren, mussten das Rennen auf dem Nürburgring nach Reifendefekten vorzeitig beenden, außerdem fielen James Hunt und Clay Regazzoni aufgrund anderer Defekte aus. Laffite blieb bei diesem Rennen von technischen Problemen verschont und kam mit nahezu einer Minute Vorsprung auf den drittplatzierten Lauda als Zweiter ins Ziel. Er fuhr damit sechs Weltmeisterschaftspunkte für Williams ein, die einzigen in diesem Jahr und die einzigen, die der FW04 erzielte.
Der zweite Williams wurde 1978 an acht verschiedene Fahrer vermietet. In Spanien fuhr Tony Brise das Auto, der in Montjuïc sein Formel-1-Debüt beging. Er qualifizierte sich für Startplatz 18. Zwei Runden vor Schluss kollidierte er bei einer Überrundung mit dem Shadow-Werksfahrer Tom Pryce. Beide Fahrer fielen aus. Da Brise aber 27 von 29 Runden zurückgelegt hatte, wurde er als Siebter gewertet. Brise wechselte danach zum Team Embassy Hill. Seine Nachfolger bei Williams waren Damien Magee, Ian Scheckter, François Migault, Ian Ashley, Jo Vonlanthen und Renzo Zorzi, die sich jeweils für ein Rennen in das Team einkauften. Scheckter, Magee und Zorzi kamen bei ihren Einsätzen jeweils außerhalb der Punkteränge ins Ziel. Das beste Ergebnis von ihnen erzielte Scheckter, der in den Niederlanden Zwölfter wurde. Er war fünfmal überrundet worden, Zorzi hatte in Italien einen Rückstand von sechs Runden. Die übrigen Fahrer litten unter der technischen Unzuverlässigkeit des FW03. Migault, der für den Großen Preis von Frankreich gemeldet war, qualifizierte sich für Startplatz 24, konnte aber nicht am Rennen teilnehmen. Vor dem Start gelang es den Williams-Mechanikern nicht, den Motor zu starten. Der Schweizer Jo Vonlanthen verpasste beim Großen Preis von Österreich mit einem Rückstand von fast acht Sekunden auf die Pole-Zeit die Qualifikation. Da aber die vorplatzierten Wilson Fittipaldi und Mark Donohue unfallbedingt nicht am Rennen teilnehmen konnten, rückte Vonlanthen in die Reihe der Qualifikanten auf. Nach 15 Rennrunden hatte er sich von Position 25 auf Platz 20 verbessert. Dann fiel er wegen eines Motordefekts vorzeitig aus. Ian Ashley erlitt im Training zum Großen Preis von Deutschland im Streckenabschnitt Pflanzgarten einen Unfall, bei dem er sich mehrere Handknochen brach. Er konnte am Rennen nicht teilnehmen. Vonlanthen fuhr den FW03 auch beim Großen Preis der Schweiz, einem nicht zur Weltmeisterschaft zählenden Formel-1-Rennen, das in der Woche nach dem Rennen in Österreich auf dem französischen Circuit de Dijon-Prenois ausgetragen wurde. Er qualifizierte sich für den 15. und vorletzten Startplatz; sein Rückstand auf die Pole-Zeit von Jean-Pierre Jarier (Shadow) betrug 2,5 Sekunden. Das Rennen verlief für Vonlanthen „voller Probleme“, sodass er mit einem Rückstand von neun Runden ins Ziel kam und nicht klassifiziert wurde.

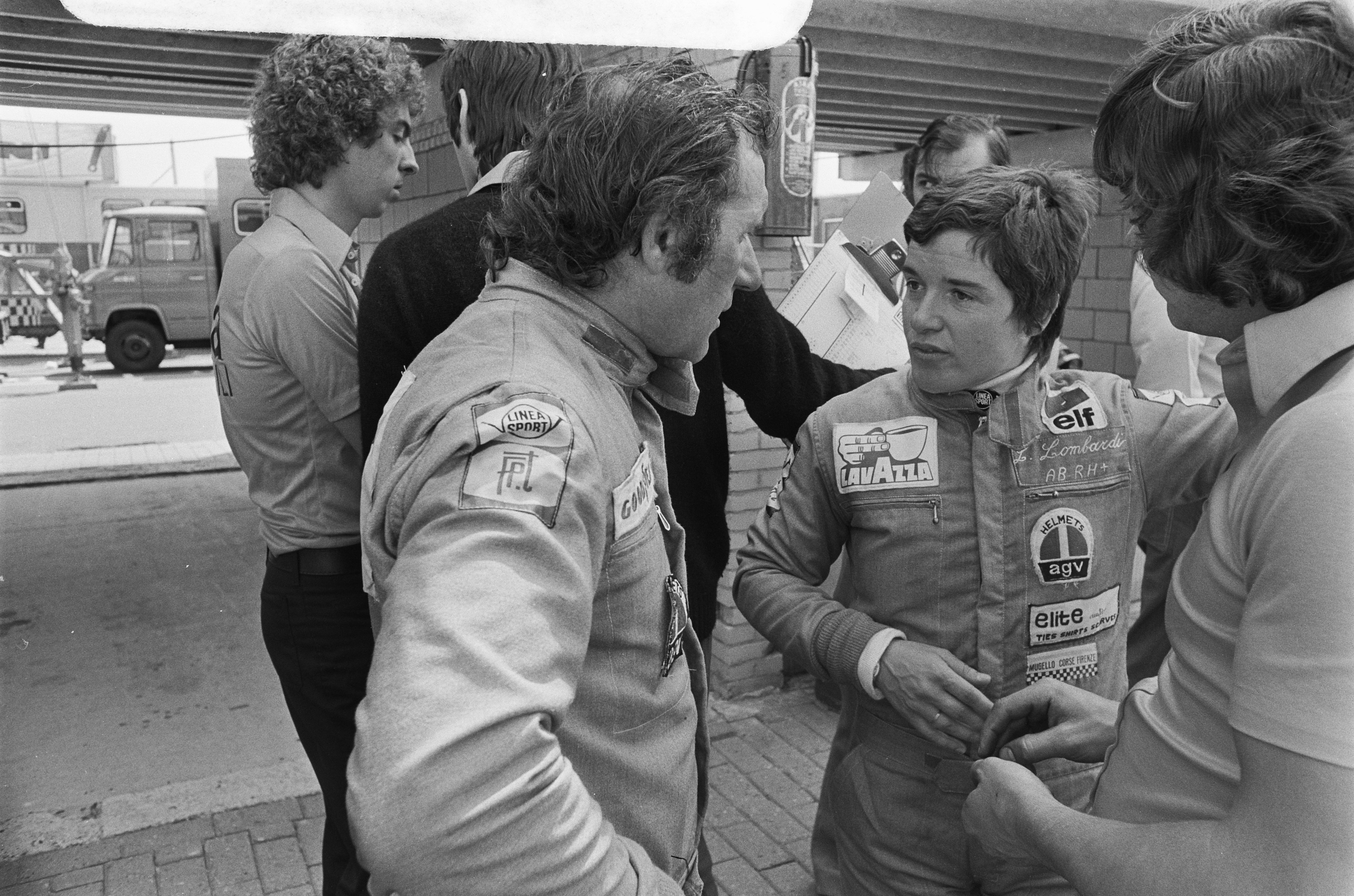
Missachtete einen Motorschaden im FW04: Lella Lombardi

Zum letzten Rennen des Jahres in den USA erschien erstmals der zweite Williams FW04, der den FW03 ablösen sollte, den Williams im Verlaufe der Saison 1975 an insgesamt sieben Paydriver vermietet hatte. In Watkins Glen wurde das zweite Auto für die italienische Rennfahrerin Lella Lombardi gemeldet, die über Sponsorgelder von Lavazza verfügte. Sie sollte den neuen FW04/2 fahren. Aufgrund einer Verkettung unglücklicher Umstände nahm letztlich keiner der Williams-Fahrer an dem Großen Preis der USA teil. Laffite qualifizierte sich für Startplatz 21, Lombardi für Platz 24. Im Verlaufe des Warm-ups am Rennsonntag ging eine Ventilfeder an Lombardis Cosworth-Motor kaputt. Die Italienerin nahm den Defekt nicht wahr und setzte ihre Trainingsrunde fort. Daraufhin fiel das Ventil in den Zylinder und zerriss den Motorblock. Da Williams aus finanziellen Gründen nicht über einen Ersatzmotor verfügte, war Lombardi zunächst von der Rennteilnahme ausgeschlossen. Am Vormittag des Rennsonntags fiel auch Laffite aus: Seine Frau verwechselte seine Augentropfen mit einer Reinigungsflüssigkeit und gab dem Fahrer irrtümlich einige Tropfen des Reinigungsmittels in die Augen. Laffite musste daraufhin in eine Klinik gebracht werden und konnte am Rennen nicht teilnehmen. Auch der Versuch, Lombardi in dem nun frei gewordenen Auto Laffites an den Start zu bringen, scheiterte: Lombardi passte nicht in den auf den extrem schlanken Laffite zugeschnittenen FW04/1. Zudem blieb für einen Motorwechsel keine Zeit mehr.

### Ende des Rennstalls
Im Dezember 1975 verkaufte Frank Williams seinen Rennstall an Walter Wolf. Wolf hatte zuvor bereits die Reste des Hesketh-Teams übernommen und legte nun die Ressourcen von Hesketh und Williams zusammen. Das Team sollte künftig unter der Bezeichnung Walter Wolf Racing antreten. Als solches wurde es ab dem Großen Preis von Spanien 1976 regelmäßig gemeldet.
Die Zuordnung der Formel-1-Saison 1976 ist in der Motorsportliteratur nicht unumstritten. Einige Autoren rechnen das Jahr statistisch noch dem Team Frank Williams Racing Cars zu, womit eine Verlegung des Debüts von Walter Wolf Racing auf das Jahr 1977 korrespondiert. Überwiegend wird allerdings davon ausgegangen, dass Frank Williams Racing Cars beim Großen Preis der USA 1975 sein letztes Rennen bestritt, sodass alle Rennen des Jahres 1976 bereits in die Statistik von Walter Wolf Racing einfließen. Die Meldelisten führen das Team allerdings ab 1976 als Walter Wolf Racing.
Auch nach der Übernahme durch Walter Wolf erschienen wiederholt alte Williams-Fahrzeuge bei Formel-1-Rennen. Den 1973 hergestellten Williams FW03 übernahm der Tessiner Loris Kessel, der es in Italien von Giacomo Caliri umbauen ließ und unter der Bezeichnung Apollon-Williams FW03 zum Großen Preis von Italien 1977 meldete. Er konnte sich mit dem vier Jahre alten Auto nicht qualifizieren. Der FW04 erschien im Frühjahr 1976 beim Großen Preis von Spanien für das Kundenteam Mapfre-Williams. Dann wurde es an Brian McGuire verkauft, der es erheblich umbaute und als McGuire BM1 zum Großen Preis von Großbritannien meldete. McGuire konnte sich nicht qualifizieren. Wenig später erlitt er in Brands Hatch mit dem Auto einen tödlichen Trainingsunfall.

## Rennautos von Frank Williams Racing Cars
Von 1972 bis 1975 konstruierte Frank Williams Racing Cars fünf verschiedene Rennwagen, von denen insgesamt sieben Exemplare hergestellt wurden. Der Williams FW05 gehört nicht in diese Reihe. Einerseits ist er keine Eigenkonstruktion von Williams, sondern lediglich ein umbenannter Hesketh 308C; andererseits wurde das Auto ungeachtet seiner Modellbezeichnung nicht von Frank Williams Racing Cars eingesetzt, sondern von Walter Wolf Racing.
| Modell                                           | Stückzahl | Saison         | Starts | Fahrer | Punkte | Weiterverwendung                                                |
| ------------------------------------------------ | --------- | -------------- | ------ | --- | ------ | --------------------------------------------------------------- |
| Politoys FX3 Iso-Marlboro FX3B                   | 2         | 1972 1973      | 7      | Henri Pescarolo Nanni Galli Howden Ganley Jackie Pretorius                                                  | 0      |                                                                 |
| Iso-Marlboro IR1 Iso-Marlboro FW01               | 1         | 1973 1974      | 12     | Gijs van Lennep Tim Schenken Jacky Ickx Jean-Pierre Jabouille                                               | 1      |                                                                 |
| Iso-Marlboro IR2 Iso-Marlboro FW02 Williams FW02 | 1         | 1973 1974 1975 | 25     | Howden Ganley Arturo Merzario Tom Belsø Gijs van Lennep Jacques Laffite                                     | 2      |                                                                 |
| Iso-Marlboro FW03 Williams FW03                  | 1         | 1974 1975      | 18     | Arturo Merzario Tony Brise Damien Magee Ian Scheckter François Migault Ian Ashley Jo Vonlanthen Renzo Zorzi | 3      | 1976 als Apollon-Williams FW03                                  |
| Williams FW04                                    | 2         | 1975 1976      | 10     | Arturo Merzario Jacques Laffite Lella Lombardi Renzo Zorzi Emilio Zapico Brian McGuire                      | 6      | 1976 von Mapfre-Williams gemeldet 1977 als McGuire BM1 gemeldet |